# Breezertaal
Breezertaal (BrE3ZaH TaAl ) is een mengeling van spreek- en schrijftaal die in Nederland werd gebruikt door jongeren op het internet (en met name in chatboxen, op chatwebsites en in chatprogramma's als Windows Live Messenger). Het wordt beschouwd als een randverschijnsel van de zogenaamde breezercultuur, en dankt hier dan ook zijn naam aan.
Deze Breezertaal is een Nederlandstalige variant op wat in veel andere landen leet-speak (ook leet, l33t of 1337) wordt genoemd. Het wordt gekenmerkt door het om en om gebruiken van hoofdletters en kleine letters en een fonetische spelling. Soms worden cijfers gebruikt in plaats van letters (bijvoorbeeld 3 als E). Het unieke aan deze Breezertaal is, volgens taalonderzoekers, dat voor het eerst spreek- en schrijftaal door elkaar worden gebruikt.
Breezertaal: 
bReZeRtAl lAt ziiCh lAsTiiG OmSgrYvEn mAr hEt kOmT Er gLoBaL Op nEr dAt bPaLdE KlAnK3N Op eN VaStE WiiJzE WoRdEn gEsGrEv3n 3N 3r aFwiiS3l3nD GeBrUiiK WoRdT GeM4Kt v4n hOfD- eN KlE1Ne lEtTUrS11!!!!
Vertaling: 
Breezertaal laat zich lastig omschrijven, maar het komt er globaal op neer dat bepaalde klanken op een vaste wijze worden geschreven, en er afwisselend gebruik wordt gemaakt van hoofd- en kleine letters.
Spreektaal is een vorm van informeel taalgebruik, en is het tegenovergestelde van schrijftaal (zoals het Standaardnederlands). Vaak bevat spreektaal dialectwoorden, woorden uit een sociolect of uitingen die bij een streek horen (regiolect). De spreektaal in Nederland, België en Suriname vertoont veel verschillen.
Het woordgebruik en de stijl in spreektaal zijn anders dan in de geschreven taal. Bijvoorbeeld: het woord sedert wordt vooral gebruikt in schrijftaal, in de spreektaal zegt men over het algemeen sinds. De lijdende vorm wordt zelden gebruikt; de constructie "Deze ziekte kan opgelopen worden" bijvoorbeeld zal in spreektaal eerder zijn: "Deze ziekte kun je oplopen". Grammaticaal is spreektaal meestal 'vrijer' dan schrijftaal. Wat in schrijftaal een stijl- of grammaticafout is, wordt in spreektaal wel gebruikt. Veel taalwijzigingen manifesteren zich het eerst in de spreektaal, als een brede kring die spreektaal accepteert, kan het in de schrijftaal doordringen. Voor historisch taalonderzoek vormt dit een probleem omdat spreektaal nauwelijks is opgetekend. Hierdoor is het vaak onduidelijk of een taalontwikkeling daadwerkelijk nieuw is of al lang als spreektaal bestond.
Breezertaal lijkt wel wat weg te hebben van sms-taal, dat in dezelfde tijdsperiode in opkomst kwam. Het onderscheidt zich echter van sms-taal in zoverre dat sms-taal er met name op gericht is om kort en bondig te formuleren, om zo veel mogelijk informatie in één sms-bericht (plm. 160 tekens) te kunnen versturen.